# Decima Edizione

Il logo del set

Decima Edizione (Core Set - Tenth Edition in inglese) è la decima edizione del set base del gioco di carte collezionabili Magic: l'Adunanza, edito da Wizards of the Coast, in vendita in tutto il mondo dal 14 luglio 2007.

## Ambientazione
(Jolrael, imperatrice delle bestie)
I set base del gioco non seguono cronologicamente lo svolgersi della storia, quindi al loro interno si possono trovare luoghi e personaggi molto distanti fra loro nel tempo e nello spazio.

## Caratteristiche
La Decima Edizione è composta da 383 carte, stampate a bordo nero, così ripartite:
- per colore: 62 bianche, 62 blu, 62 nere, 62 rosse, 62 verdi, 36 incolori, 37 terre.
- per rarità: 121 comuni, 121 non comuni, 121 rare e 20 terre base.

Il simbolo dell'espansione è il numero dieci in cifre romane, e si presenta nei consueti tre colori a seconda della rarità: nero per le comuni, argento per le non comuni, e oro per le rare.
Decima Edizione era disponibile in bustine da 15 carte casuali, in mazzi da torneo contenenti 75 carte assortite casualmente, e in 5 mazzi tematici precostituiti da 40 carte ciascuno:
- Fermezza di Cho-Manno (bianco)
- Artificio di Arcanis (blu)
- Tirannia dell'Evincaro (nero)
- Collera di Kamahl (rosso)
- Potenza di Molimo (verde)

All'interno delle bustine sono come di consueto assortite casualmente le versioni olografiche delle carte del set. A differenza degli altri set però, dove le due versioni sono identiche e differiscono soltanto per il processo di stampa olografico, le carte olografiche della Decima Edizione che hanno un "reminder text", ovvero un testo fra parentesi e in corsivo che spiega nel dettaglio il funzionamento di alcune regole o abilità, lo perdono nella propria versione olografica. Spesso per lasciare spazio a un testo di colore che nella versione normale della carta non è presente, ma talvolta invece viene semplicemente centrato nel quadro il testo della carta, per avere un maggiore impatto visivo.

### Ristampe
Come di consueto per i set base, tutte le carte che compongono la Decima Edizione sono ristampe di carte già apparse in precedenti espansioni o set base.

## Novità
(Anziano mistico)
In occasione del quindicesimo anniversario del gioco, la Decima Edizione è il primo set base dai tempi della Limited Edition a essere stampato con il bordo delle carte nero invece che bianco, come accade solitamente per i set base o di ristampa speciali.
Nelle bustine oltre alle 15 carte da gioco è presente per la prima volta una carta promozionale, da un lato presenta un messaggio pubblicitario riguardo Magic, dall'altro raffigura una pedina da utilizzare nel gioco o spiega un concetto delle regole o suggerisce dei trucchi strategici nel gioco. In tutto in Decima Edizione sono presenti dieci tipi di pedina differenti. Questa sedicesima carta non è quindi una carta da gioco a tutti gli effetti. In tutti i set base e i set di espansione futuri verrà mantenuta questa carta aggiuntiva.
Molte carte del set hanno subito un errata corrige per adeguare i loro tipi di Creatura ai moderni standard del gioco, ciò ha portato all'eliminazione del tipo di creatura Signore. Inoltre per la prima volta in un set base vengono stampate delle carte con il supertipo Leggendario, (due per colore), queste carte rappresentano eroi e personaggi della storia di Magic.

### Nuove abilità
Alcune abilità presenti fin dalle primissime edizioni del gioco hanno ricevuto con l'uscita di Decima Edizione una parola-chiave che le identifica, in modo da non dover stampare sulle carte il testo completo dell'abilità.

#### Lampo
Le magie con questa abilità possono essere lanciate ogni volta che potrebbe essere lanciato un istantaneo, (quindi praticamente sempre, anche durante il turno dell'avversario), mentre normalmente le magie che non sono istantanei possono essere lanciate solo durante la fase principale del proprio giocatore.

#### Legame vitale
Ogniqualvolta una carta con Legame vitale infligge del danno, (a una creatura o a un giocatore), il controllore di quella carta guadagna altrettanti punti vita.

#### Raggiungere
Le creature con Raggiungere possono bloccare in combattimento le creature con Volare, (che normalmente possono essere bloccate solo da altre creature con Volare).

#### Velo
I permanenti (cioè le carte che rimangono in gioco dopo essere state lanciate, come le creature) con Velo non possono essere bersagliati da magie o abilità, neanche se provenienti dal giocatore che le controlla.

### Annotazioni
1. ↑  dal testo di colore della Distesa Terramorfica
2. ↑  dal testo di colore dell'Orso Grizzly
3. ↑  dal testo di colore del Wurm della Lava
4. ↑  dal testo di colore del Muro Angelico

### Fonti
1. 1 2  (EN) A Special Tenth Edition Announcement, su wizards.com, 15 febbraio 2007. URL consultato il 22 giugno 2014 (archiviato il 17 febbraio 2007).
2. ↑  (EN) The Premium Foils of Tenth Edition, su wizards.com, 12 luglio 2007. URL consultato il 22 giugno 2014 (archiviato il 14 luglio 2007).